# 高徳正
高 徳正（こう とくせい、? - 559年）は、北斉建国の功労者で、文宣帝（高洋）の寵臣。字は士貞。本貫は渤海郡蓨県。

## 経歴
高顥の子として生まれた。幼くして聡明で、立ち居振る舞いの美しいことで知られた。高洋に召されて開府参軍となり、書記の仕事を担当した。高歓に抜擢されて相府掾となり、黄門侍郎に転じた。武定5年（547年）に高歓が死去すると、高澄が喪を発するために晋陽に赴き、高洋は鄴都の留守を任された。徳正は高洋の下で国政の機密に参与し、ますます重用されるようになった。武定7年（549年）に高澄が殺害されると、諸将は早く晋陽に赴くよう高洋に勧めたが、高洋は決断に迷い、夜中に楊愔・杜弼・崔季舒と徳正らを召し出して後事を協議した。徳正は高洋に従って晋陽に向かい、楊愔が鄴都の留守を任された。
武定8年（550年）、徳正は高洋に新たな王朝を開くことを勧め、勧進の根回しのために鄴都に戻った。続いて高洋も諸臣を引き連れて晋陽を出立し、旧都の平城で王朝交代の意向を明かした。寝耳に水の諸臣は驚き、杜弼のように慎重論を説く者もあったが、徐之才の賛同論がその場を押し切った。高洋がまた晋陽に戻ると、徐之才と宋景業が陰陽を占って5月の即位を勧めた。魏収が禅譲の詔冊や勧進の文表を書いた。
5月初め、高洋は晋陽を出立した。徳正は楊愔とともに鄴都で禅譲の下準備をしており、陳山提が高洋と楊愔とのあいだの連絡や調整を取り持った。6日、東魏の太傅の咸陽王元坦らが北宮に集められて軟禁された。7日、司馬子如や杜弼らが鄴に入ったが、もはや大勢は決しており、かれらも反対論を唱えなかった。8日、東魏の襄城王元旭や潘楽・張亮・趙彦深らが入朝して、昭陽殿で孝静帝と面会した。孝静帝は整えられた手筈に屈して宮殿を退去した。
高洋（文宣帝）が鄴城の南で皇帝に即位し、北斉が建国された。徳正は侍中に任じられ、まもなく藍田公に封じられた。天保10年（559年）3月、尚書右僕射に転じた。この頃、徳正は酒に酔って不法を働く文宣帝をたびたび諫めたが、聞き入れられなかった。身の危険を感じて、病と称して出仕せず、仏寺に起居するようになった。8月、文宣帝は徳正の病を心配していたが、楊愔が「陛下がかれを冀州刺史に任用すれば、病はたちまち治りましょう」と言い、帝がそのとおりにすると、徳正は任命書を見て立ち上がった。文宣帝は激怒して自ら刀で徳正を刺し、劉桃枝に命じて足のつま先を切り落とさせ、門下に放置させた。なおも文宣帝の怒りは収まらず、自ら徳正の邸に赴くと、徳正の妻子を斬り殺した。
徳正の死後、文宣帝は「徳正は漢人を任用し、鮮卑を排除し、元氏を殺すようそそのかしていた。私がかれを殺したのは、元氏の復讐のためである」と言って正当化していた。しかし自分の酒乱癖を自覚して後悔もしており、太保の位を追贈して、嫡孫の高王臣に後を嗣がせた。

## 伝記資料
- 『北斉書』巻30 列伝第22
- 『北史』巻31 列伝第19